# Богомазовка
Богомазовка — хутор в Чернышковском районе Волгоградской области. Входит в состав Красноярского сельского поселения.

## География
Хутор расположен на левом берегу реки Цимла, примерно в 10 километрах к югу от райцентра, высота центра селения над уровнем моря — 66 м

## Население
| 2010 |
| ---- |
| 202  |

## Инфраструктура
На 2017 год Богомазовке числится 4 улицы, действует начальная школа, хутор связан автобусным сообщением с райцентром и соседними населёнными пунктами.